# Íránská vlajka

Íránská vlajka
Poměr stran: 4:7

Vlajka Íránu je tvořena listem o poměru stran 4:7 se třemi vodorovnými pruhy: zeleným, bílým a červeným. Ve středu vlajky, v bílém pruhu, je umístěn státní znak, avšak v červeném provedení. Při dolním okraji zeleného pruhu a při horním okraji červeného je stylizovaný, bílý nápis Allāhu Akbar (Takbír) v arabském kúfickém písmu, který se vždy 11× opakuje. Bílý pruh tak vypadá opticky širší.
Barvy pruhů jsou tradiční íránské barvy. Zelená symbolizuje islám, bílá mír a červená revoluci. Dvaadvacetkrát se opakující text na okrajích barevných pruhů připomíná 22. bahmán revolučního roku 1357 (11. únor 1979), který je oslavován jako den vítězství íránské islámské revoluce.
Kresba znaku je stylizace Alláhova jména (arabsky الله‎). Pět hlavních prvků znaku symbolizuje pět základních pilířů islámu a jejich svislá poloha naznačuje cestu k jedinému bohu. Čtyři půlměsíce představují fázi jeho narůstání, tak jak roste islámská víra. Meč znamená sílu a statečnost, která je navíc zesílena znakem at-tašdíd. Podoba znaku zároveň evokuje představu zemského glóbu.

Vertikální zavěšení vlajky
Íránská lodní vlajka (Naval Jack) Poměr stran: 1:1

## Historie
První státní útvar, Elam, byl na jihozápadě dnešního Íránu založen již ve 3. tisíciletí před n. l. První vlajky pocházejí z počátku 16. století za dynastie Safíovců. Zobrazovaly lva a za ním vycházející slunce. Podle  zoroastrismu, který byl v Persii hlavním náboženstvím, symbolizovalo slunce čistotu myšlenek a lev sílu. Za Tahmáspa I. byl v letech 1524–1576 lev dočasně nahrazen beranem, v jehož znamení se šáh narodil.
Vlajky se lvem a sluncem se užívaly v různých podobách i nadále  V roce 1842 se na perských mincích a později na perských vlajkách objevil ve lví zdvižené pravé tlapě Alího meč. Ten symbolizoval islám; Alí byl manželem Fátimy, dcery proroka Mohameda.

Vlajka Safíovců za Tahmáspa I. (1524–1576)
Vlajka Safíovců za Ismaila II. (1576–1732)
Perská vlajka (po roce 1842)

Koncem 19. století (zřejmě roku 1896) dostaly vlajky široký zelený lem. Válečná vlajka měla zelený lem na dvou a růžový na zbylých dvou stranách.

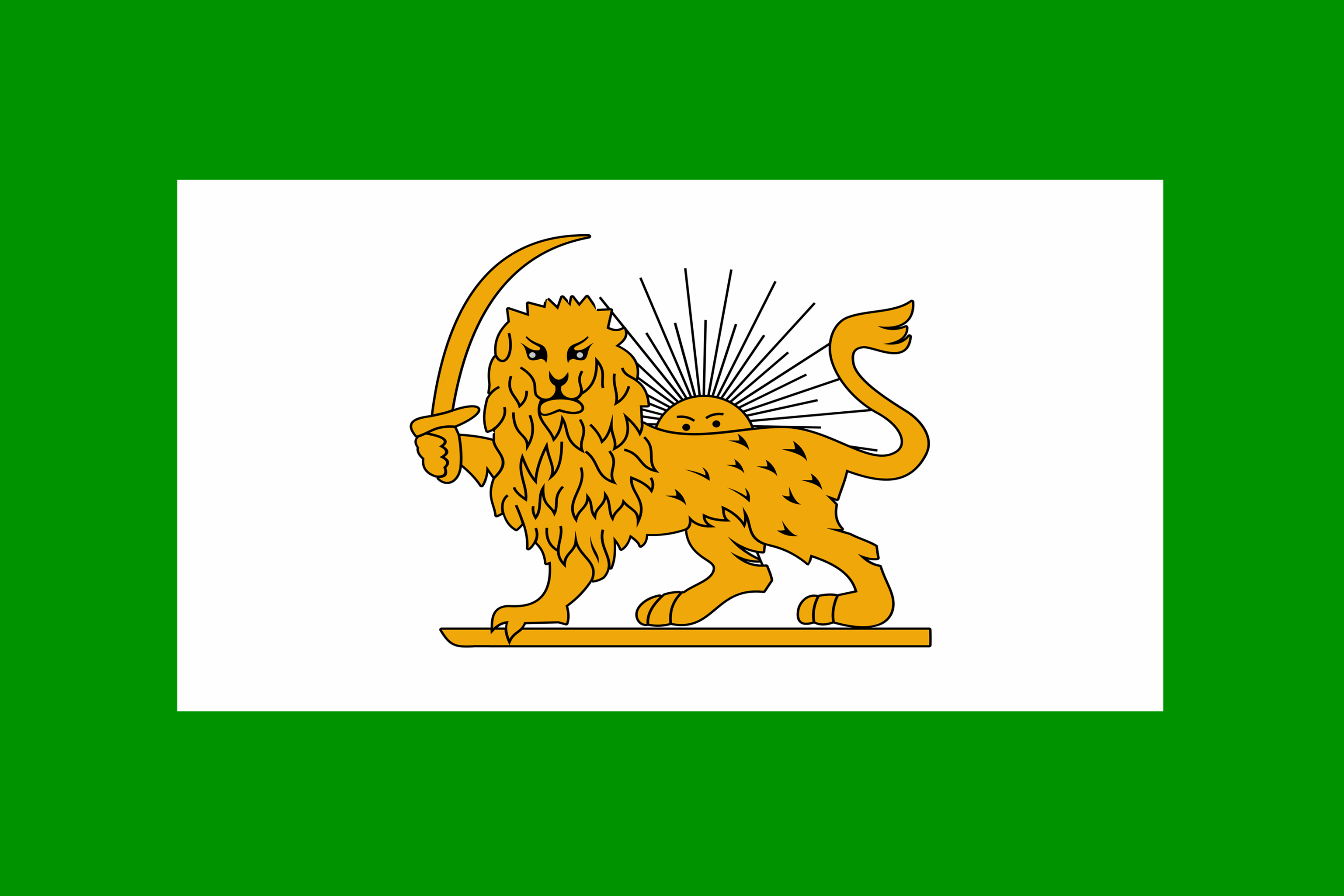
Perská vlajka (1896–1906)
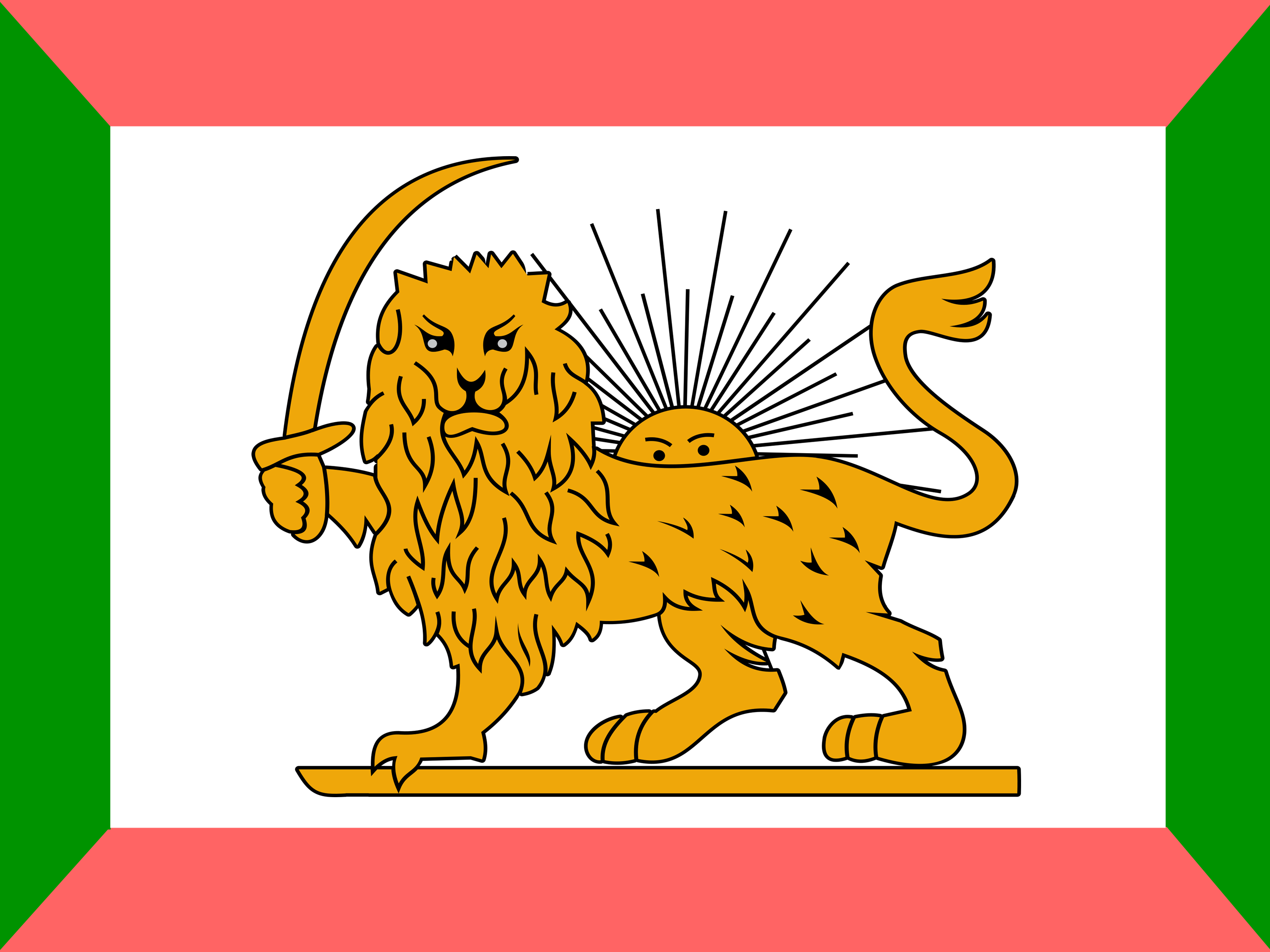
Perská válečná vlajka (1896–1906)

Po  perské revoluci v letech 1905–1911 byl založen parlament a vyhlášena ústavní monarchie. 5. srpna 1906 byla ústavou přijata první státní vlajka Persie. Byla tvořena listem o poměru stran 1:2 se třemi vodorovnými pruhy: zeleným, bílým a růžovým s, v bílém pruhu umístěným, kráčejícím lvem s mečem ve zdvižené pravé tlapě a za ním vycházejícím sluncem s lidskou tváří, vše ve zlaté/žluté barvě.

Perská vlajka (1906–1933)

V roce 1921 proběhl v Persii státní převrat, 15. prosince 1925 se stal šáhem Rezá Šáh Pahlaví. Vlajka Persie byla změněna v roce 1933. Nově to byl list o poměru stran 1:3, růžová barva byla nahrazena červenou a ze slunce byl odstraněn obličej. Zelená barva symbolizovala růst a prosperitu, a byla spojená s rodinou proroka. Bílá symbolizovala mír a červená ochotu peršanů prolévat svou krev za svou zem.
21. března 1935 byla Persie přejmenována na Írán (resp. Íránské císařství). Státní symboly se nezměnily. To se stalo až v roce 1964, kdy se změnil poměr stran na 4:7 a změnil se i emblém na vlajce. Lev stál na několikrát přeložené stuze.
16. ledna 1979 byl šáh Muhammad Rezá Pahlaví donucen k exilu a 1. února se z exilu vrátil ájatolláh Chomejní. 5. února byla země přejmenována na Írán, 11. února zrušena monarchie a 1. dubna byla vyhlášena Íránská islámská republika. Již od zrušení monarchie se začaly užívat vlajky bez emblému, jako symbolu monarchie.

Perská vlajka (1933–1964) Poměr stran: 1:3
Íránská vlajka (1964–1979) Poměr stran: 4:7
Íránská vlajka (1979–1980) Poměr stran: 4:7

29. června 1980 byla íránským parlamentem schválena vlajka platná dodnes. Autorem byl íránský návrhář Hamid Nadimi.